# Glossaire de la viticulture
Ce glossaire donne des définitions simples des principaux termes utilisés en viticulture. 
- Haut – A
- B
- C
- D
- E
- F
- G
- H
- I
- J
- K
- L
- M
- N
- O
- P
- Q
- R
- S
- T
- U
- V
- W
- X
- Y
- Z

## A
- Ampélographie : science qui étudie les cépages et leur classification.
- Appellation d'origine contrôlée (AOC) : Appellation d'Origine Contrôlée. Label officiel qui protège et garantit l'origine géographique du vin.
- Appellation d'origine vin de qualité supérieure
- Armagnac : eau-de-vie produite dans le Sud Ouest de la France. Obtenue par la distillation de vin blanc dans un alambic armagnacais et mise en vieillissement de longues années en fûts de chêne avant d'être commercialisée.

## B
- Botrytis cinerea ; champignon phytopathogène responsable de la pourriture grise, maladie cryptogamique  d’intérêt agronomique majeur comme la vigne et également responsable de la pourriture noble qui permet d'obtenir certains vins liquoreux, comme le sauternes ou le tokay.
- Bouillie bordelaise ː Produit de traitement à base de sels de cuivre pour lutter contre le mildiou.

## C
- Capite : petite construction installée dans les vignobles, servant autrefois de remise à outils.
- Cave coopérative de vinification : association de producteurs d'une région viticole. Ces structures collectent les raisins apportés par leurs adhérents, les vinifient et se chargent de la commercialisation des vins.
- Cep : pied de vigne.
- Cépage : variété (ou cultivar) de la vigne cultivée (Vitis vinifera)
- Cépages par climat (liste)
- Cépages par pays (liste)
- Chantier : pièce de bois sur laquelle on couche des tonneaux dans le cellier ou dans la cave.
- CNAOC : Confédération Nationale des producteurs de vin et eaux-de-vie de vin à Appellations d'Origines Contrôlées.
- Coulure ou non-fécondation provoquant la chute des fleurs ou des jeunes fruits.

## D
- Débourrement : ouverture des bourgeons à la fin de l'hiver ou au début du printemps. À l'issue de cette étape, le bourgeon ne résiste plus aux températures négatives trop fortes et devient ainsi sensible aux gelées tardives.
- Domaine viticole : domaine rural voué à la viticulture comprenant un ou plusieurs vignobles et produisant en général du vin (viniculture.

## E
- Ébourgeonnage : suppression de certaines pousses indésirables (gourmands, double et triple bourres ou pousses) situées sur le courson, la baguette et le bois de l'année précédente.
- Échalas : bâton que l’on fiche en terre pour soutenir un cep de vigne
- Élagage : opération consistant en la coupe de certaines branches mortes ou vivantes (ébranchage) pour orienter ou limiter le développement.
- Enjambeur : machine agricole permettant des actions de traitement, de rognage ou de broyage en enjambant un ou deux rangs de vignes.
- Enherbement : moyen de protéger les sols de l'érosion et des effets délétères d'une exposition directe à la pluie, au gel et aux UV solaires et pouvant aussi contribuer à améliorer quantitativement et qualitativement le vin ou le jus de raisin.
- Éraflage : action consistant, après la vendange, à trier les grappes pour en retirer la rafle.
- Érafloir ou égrappoir : machine servant à érafler la vendange, c'est-à-dire enlever les rafles.

## F
- Fils releveurs : palissage permettant de maintenir verticalement les sarments et d'accompagner leurs croissances de façon  à optimiser la surface foliaire exposée. Ils permettent également de libérer de l'espace entre rangs pour permettre le passage des outils.
- Fils porteurs : palissage supportant le poids de la végétation et celui du raisin. Ils servent d’attache ou de support aux ceps, aux baguettes, cordons ou lattes, et dans certains cas aux tuteurs.

## G
- Gelées de printemps : phénomène météorologique se produisant généralement en avril et en mai pouvant détruire brutalement les bourgeons de la vigne.
- Grangeon (Bugey) : ancienne habitation temporaire édifiée dans une parcelle de vignes
- Grappe ou racème : en botanique : ensemble de fleurs disposées selon un certain ordre sur un axe commun. En viticulture ce terme désigne le raisin fruit de la vigne.

## H
- hancher un cep : procéder au recépage des ceps de la vigne.
- hybride producteur direct ou HPD : catégorie de cépages provenant d’hybridation entre vignes françaises et vignes américaines.

## I
- If : égouttoir porte-bouteilles.
- In vino veritas : locution latine signifiant : « Dans le vin, la vérité ». Elle provient de Pline l’Ancien.

## J
- Jus de raisin : liquide extrait de la pulpe des baies de raisin pouvant être consommé comme boisson en l'état ou, s'il est destiné à être fermenté en vin, est alors appelé moût.

## M
- Millerandage : avortement partiel des raisins liée à une maturation défectueuse de la vigne.
- Millésime : année de récolte des raisins servant à la production d'un vin.
- Moût : jus de raisin non fermenté, destiné à devenir du vin.

## N
- Nouaison : transformation de l'ovaire de la fleur en fruit à la suite de la fécondation.

## P
- Palissage : technique agricole consistant à conduire une plante sur une structure en y attachant ses tiges et ses branches à l’aide de liens, dans le but d’en améliorer la qualité et le rendement.
- Pampre : tige de vigne portant ses feuilles, ses vrilles et ses grappes de raisin.
- Passerillage : technique permettant d'enrichir le raisin en sucre en lui faisant perdre une partie de son volume en eau.
- Pourriture noble : espèce de champignon (Botrytis cinerea), dont on favorise le développement pour obtenir certains types de vins de raisins surmûris.
- Pressurage ou pressage : opération mécanique consistant à presser le raisin ou tout autre fruit afin d'en extraire le jus.

## R
- Rafle : charpente de la grappe de raisin. Gardée ou jetée avant la vinification selon le vin désiré.
- Recépage :  technique utilisée de manière préventive pour régénérer les ceps de vigne et limiter les maladies du bois
- Rendement viticole : rendement agronomique d'un vignoble exprimé généralement en hectolitres par hectare.
- Rognage : opération sur la vigne consistant à couper l’extrémité des rameaux afin d'améliorer l'ensoleillement des grappes et de faciliter le passage des outils.

## S
- Sarment : rameau d'un an bien développé
- Surmaturation : dépassement du stade habituel de maturité

## T
- Taille de la vigne : opération ayant pour but de limiter la croissance démesurée de la vigne pour régulariser la production en qualité et en quantité.
- Tannin : ensemble de composés variés issue de la baie de raisin et éventuellement de la rafle. Sans arômes ni saveurs, les tannins provoquent néanmoins une sensation tactile en bouche (assèchement du palais, resserrement des gencives).
- Terroir viticole : ensemble de parcelles agricoles situées dans la même région, avec un même type de sol, des conditions climatiques identiques, et où les vignes sont conduites avec les mêmes techniques viticoles, permettant ainsi de donner un caractère unique, une « typicité », aux raisins récoltés, puis au vin qui en sera issu.

## V
- Vendange : récolte du raisin destiné à la production du vin (le terme ne s'applique pas à la récolte de raisins de table). La « vendange » désigne également le raisin lui-même récolté à cette occasion. Le terme s'emploie au pluriel pour désigner l'époque de cette opération : « le temps des vendanges ».
- Vendangeoir : lieu où l'on apporte la vendange.
- Vendangerot ou vendangeoir : panier utilisé en Bourgogne pour récolter le raisin pendant les vendanges.
- Vendanges tardives : désigne un vin issu de raisins dont la récolte est retardée, volontairement ou non. Cela a pour conséquence d'obtenir généralement des raisins en surmaturité. les raisins donnent des vins riches en sucre et en alcool, aux goûts puissants, souvent moelleux.
- Véraison : moment de l'année où le grain de raisin gonfle et passe du vert au rouge vif pour les raisins noirs, au jaune translucide pour les raisins blancs, ou au rosé pour les raisins gris. Les baies jusqu'alors dures, se ramollissent.
- Ver de la grappe : larves de plusieurs espèces de papillons de la tordeuse de la grappe dont les dégats peuvent être très importants.
- Verjus : jus de raisin vert.
- Vigne : individu ou population de Vitacées, en général de Vitis vinifera.
- Vignoble : entité territoriale de culture de vignes. Synonyme : « vigne » au sens « population de vignes ».
- Vin biodynamique : vin produit selon les principes de l'agriculture biodynamique. La biodynamie se rapproche de l'agriculture biologique à laquelle s'ajoutent des pratiques pseudo-scientifiques comme l'utilisation de substances dites « dynamisées » ou d'autres basées sur une supposée influence de la Lune. La biodynamie fait l'objet de critiques qui dénoncent notamment son caractère ésotérique ou la banalisation de l'anthroposophie dont elle découle.
- Vin biologique ou vin bio  : vin produit suivant le cahier des charges de l'agriculture biologique, tant pour la culture de la vigne (viticulture) qu'en cave (vinification).
- Vitis vinifera : espèce de plantes dicotylédones de la famille des Vitaceae produisant le raisin.
- Vitis labrusca dénommée vigne américaine ou vigne des chats : espèce de vigne cultivée pour ses fruits ayant un goût foxé. Plusieurs cépage tels que le Noah et Isabelle restent interdits pour un usage vinicole en Europe bien que largement cultivés dans le monde.